# Basílica de São Marcos
A Basílica de São Marcos (em italiano: Basilica di San Marco) é a igreja catedral do Patriarcado de Veneza. Tornou-se a sede episcopal do Patriarca de Veneza em 1807, substituindo a antiga catedral de San Pietro di Castello. É dedicada e contém as relíquias de São Marcos Evangelista, o padroeiro da cidade.
A igreja está localizada no extremo leste da Praça de São Marcos, o antigo centro político e religioso da República de Veneza, e está ligada ao Palácio Ducal. Antes da queda da república em 1797, era a capela do Doge e estava sujeita à sua jurisdição, com a concordância dos procuradores de São Marcos de supra para assuntos administrativos e financeiros.
Na estrutura atual é a terceira igreja, iniciada provavelmente em 1063 para expressar a crescente consciência cívica e orgulho de Veneza. Como as duas igrejas anteriores, seu modelo era a Igreja dos Santos Apóstolos do século VI em Constantinopla, embora fossem feitas acomodações para adaptar o projeto às limitações do local físico e atender às necessidades específicas das cerimônias estatais venezianas. As influências Bizantino médio, Românica e Islâmica também são evidentes, e os elementos góticos foram incorporados posteriormente. Para transmitir a riqueza e o poder da república, as fachadas originais de tijolo e as paredes interiores foram embelezadas ao longo do tempo com pedras preciosas e mármores raros, principalmente no século XIII. Muitas das colunas, relevos e esculturas foram despojos retirados das igrejas, palácios e monumentos públicos de Constantinopla como resultado da participação veneziana na Quarta Cruzada. Entre os artefatos saqueados trazidos de volta a Veneza estavam os quatro antigos cavalos de bronze que foram colocados de forma proeminente sobre a entrada.
O interior das cúpulas, as abóbadas e as paredes superiores foram lentamente cobertos com mosaicos dourados retratando santos, profetas e cenas bíblicas. Muitos desses mosaicos foram posteriormente retocados ou refeitos à medida que os gostos artísticos mudaram e os mosaicos danificados tiveram que ser substituídos, de modo que os mosaicos representam oitocentos anos de estilos artísticos. Alguns deles derivam de representações bizantinas tradicionais e são obras-primas da arte medieval. Outros são baseados em desenhos preparatórios feitos por artistas renascentistas proeminentes de Veneza e Florença, incluindo Paolo Veronese, Tintoretto, Ticiano, Paolo Uccello e Andrea del Castagno.

## História

### Igreja Participazio (c. 829–976)
Várias crônicas medievais narram a translatio, a remoção do corpo de São Marcos de Alexandria no Egito por dois mercadores venezianos e sua transferência para Veneza em 828/829. O Chronicon Venetum relata ainda que as relíquias de São Marcos foram inicialmente colocadas em uma torre de canto do castrum, a residência fortificada do Doge e sede do governo localizada no local do atual Palácio Ducal. O doge Giustiniano Participazio (no cargo de 827–829) posteriormente estipulou em seu testamento que sua viúva e seu irmão mais novo e sucessor Giovanni (no cargo de 829–832) deveriam erguer uma igreja dedicada a São Marcos, onde as relíquias seriam guardadas. Giustiniano especificou ainda que a nova igreja seria construída entre o castrum e a Igreja de São Teodoro, ao norte. A construção da nova igreja pode ter ocorrido durante a vida de Giustiniano e foi concluída em 836, quando as relíquias de São Marcos foram transferidas.
Embora se acreditasse por muito tempo que a igreja Participazio era uma estrutura retangular com uma única abside, sondagens e escavações demonstraram que a igreja de São Marcos era desde o início uma igreja cruciforme com pelo menos uma cúpula central, provavelmente em madeira. Não foi estabelecido inequivocamente se cada uma das quatro cruzetas da igreja tinha uma cúpula semelhante ou, em vez disso, eram cobertas por telhados de duas águas em madeira.
O protótipo foi a Igreja dos Santos Apóstolos (demolida em 1461) em Constantinopla. Essa ruptura radical com a tradição arquitetônica local de um plano retangular em favor de um modelo bizantino planejado centralmente refletia a crescente presença comercial de mercadores venezianos na capital imperial, bem como os laços políticos de Veneza com Bizâncio. Mais importante ainda, destacou que a Basílica de São Marcos não foi concebida como uma sede eclesiástica, mas como um santuário do estado.
Remanescentes da igreja Participazio provavelmente sobrevivem e geralmente acredita-se que incluam as fundações e partes inferiores de várias das paredes principais, incluindo a parede ocidental entre a nave e o nártex. O grande portal de entrada também pode datar da igreja primitiva, bem como a parte oeste da cripta, sob a cúpula central, que parece ter servido de base para um estrado elevado sobre o qual estava localizado o altar original.

### Igreja de Orseolo (976–c. 1063)
A igreja Participazio foi severamente danificada em 976 durante a revolta popular contra o Doge Pietro IV Candiano (no cargo em 959–976), quando o incêndio que multidões enfurecidas iniciaram para expulsar o Doge do castrum se espalhou para a igreja adjacente. Embora a estrutura não tenha sido completamente destruída, foi comprometida a ponto de o Concio, a assembleia geral, ter que se reunir alternativamente na catedral de San Pietro di Castello para eleger o sucessor de Candiano, Pietro I Orseolo (no cargo em 976-978). Em dois anos, a igreja foi reparada e às custas da família Orseolo, indícios de que os danos reais foram relativamente limitados. Muito provavelmente, os componentes de madeira foram consumidos, mas as paredes e suportes permaneceram praticamente intactos.
Nada certo se sabe sobre a aparência da igreja Orseolo. Mas dada a curta duração da reconstrução, é provável que o trabalho se limitasse a reparar danos com pouca inovação. Foi nesta época, porém, que o túmulo de São Marcos, localizado na abside principal, foi encimado por abóbadas de tijolo, criando o santuário semifechado que mais tarde seria incorporado à cripta quando o piso da capela-mor foi elevado durante a construção da terceira igreja.

### Igreja de Contarini (c. 1063 – presente)

#### Construção
O orgulho cívico levou muitas cidades italianas em meados do século XI a começar a erguer ou reconstruir suas catedrais em grande escala. Veneza estava igualmente interessada em demonstrar sua crescente riqueza e poder comercial e, provavelmente, em 1063, sob o Doge Domenico I Contarini (no cargo de 1043 a 1071), a Basílica de São Marcos foi substancialmente reconstruída e ampliada na medida em que a estrutura resultante parecia inteiramente nova.

Antonio Pellanda, reconstrução da fachada ocidental da igreja de Contarini (1881)

O transepto norte foi alongado, provavelmente incorporando a nave lateral sul da Igreja de São Teodoro. Da mesma forma, o transepto sul foi ampliado, talvez integrando uma torre de canto do castro. Mais significativamente, as cúpulas de madeira foram reconstruídas em tijolo. Isso exigiu o reforço das paredes e pilares para suportar as novas abóbadas de berço pesadas, que por sua vez foram reforçadas por arcadas ao longo dos lados das cruzetas norte, sul e oeste. As abóbadas da cruzeta oriental sustentavam-se com a inserção de arcos simples que também serviam para dividir a capela-mor das capelas do coro nas absides laterais.
Em frente à fachada ocidental, foi construído um nártex. Para acomodar a altura da grande entrada existente, o sistema de abóbada do novo nártex teve que ser interrompido em correspondência com o portal, criando assim o fuste superior que posteriormente foi aberto para o interior da igreja. A cripta também foi ampliada para o leste, e o altar-mor foi movido de sob a cúpula central para a capela-mor, que foi elevada, sustentada por uma rede de colunas e abóbadas na cripta subjacente. Em 1071, o trabalho progrediu o suficiente para que a investidura do Doge Domenico Selvo (no cargo de 1071–1084) pudesse ocorrer na igreja inacabada.
O trabalho no interior começou com Selvo, que coletou mármores e pedras finas para o embelezamento da igreja e financiou pessoalmente a decoração em mosaico, contratando um mestre mosaico de Constantinopla. O Pala d'Oro (retábulo de ouro), encomendado a Constantinopla em 1102, foi instalado no altar-mor em 1105. Para a consagração sob o Doge Vitale Falier Dodoni (no cargo de 1084–1095), várias datas são registradas, provavelmente refletindo uma série de consagrações de diferentes seções. A consagração em 8 de outubro de 1094 é considerada a dedicação da igreja. Nesse dia, as relíquias de São Marcos também foram colocadas na nova cripta.

#### Embelezamento
Conforme construída, a igreja de Contarini era uma estrutura de tijolo severa. A decoração interna limitava-se às colunas das arcadas, balaústres e parapeitos das galerias e telas de treliça do altar. As superfícies das paredes foram decoradas com arcos moldados que alternavam com colunas de alvenaria encaixadas, bem como nichos e algumas cornijas. Com exceção do exterior da abside e da fachada oeste voltada para a Praça de São Marcos, o exterior de tijolos rígidos foi animado apenas por arcos concêntricos recuados em tijolos contrastantes ao redor das janelas.
A fachada ocidental, comparável às igrejas bizantinas médias erguidas nos séculos X e XI, era caracterizada por uma série de arcos colocados entre pilares salientes. As paredes eram perfuradas por janelas dispostas em arcos cegos maiores, enquanto os pilares intermediários eram adornados com nichos e patere circulares feitos de mármores e pedras raras que eram cercados por molduras ornamentais. Outros detalhes decorativos, incluindo frisos e mesas de mísulas, refletem as tendências românicas, uma indicação do gosto e habilidade dos trabalhadores italianos.
Com poucas exceções, principalmente a junção das travessas sul e oeste, tanto o exterior quanto o interior da igreja foram posteriormente revestidos com revestimentos de mármore e pedras preciosas e enriquecidos com colunas, relevos e esculturas. Muitos desses elementos ornamentais eram espólios retirados de edifícios antigos ou bizantinos. Particularmente no período do Império Latino (1204–1261), após a Quarta Cruzada, os venezianos saquearam as igrejas, palácios e monumentos públicos de Constantinopla e os despojaram de colunas e pedras policromadas. Uma vez em Veneza, algumas das colunas foram cortadas para revestir e patere. Outros foram emparelhados e espalhados pelas fachadas ou usados como altares. A espoliação continuou nos séculos seguintes, notadamente durante as Guerras Veneziana-Genovesas. Os escultores venezianos também integraram os espólios com produções locais, copiando os capitéis e frisos bizantinos de forma tão eficaz que alguns de seus trabalhos só podem ser distinguidos com dificuldade dos originais.

#### Modificações posteriores

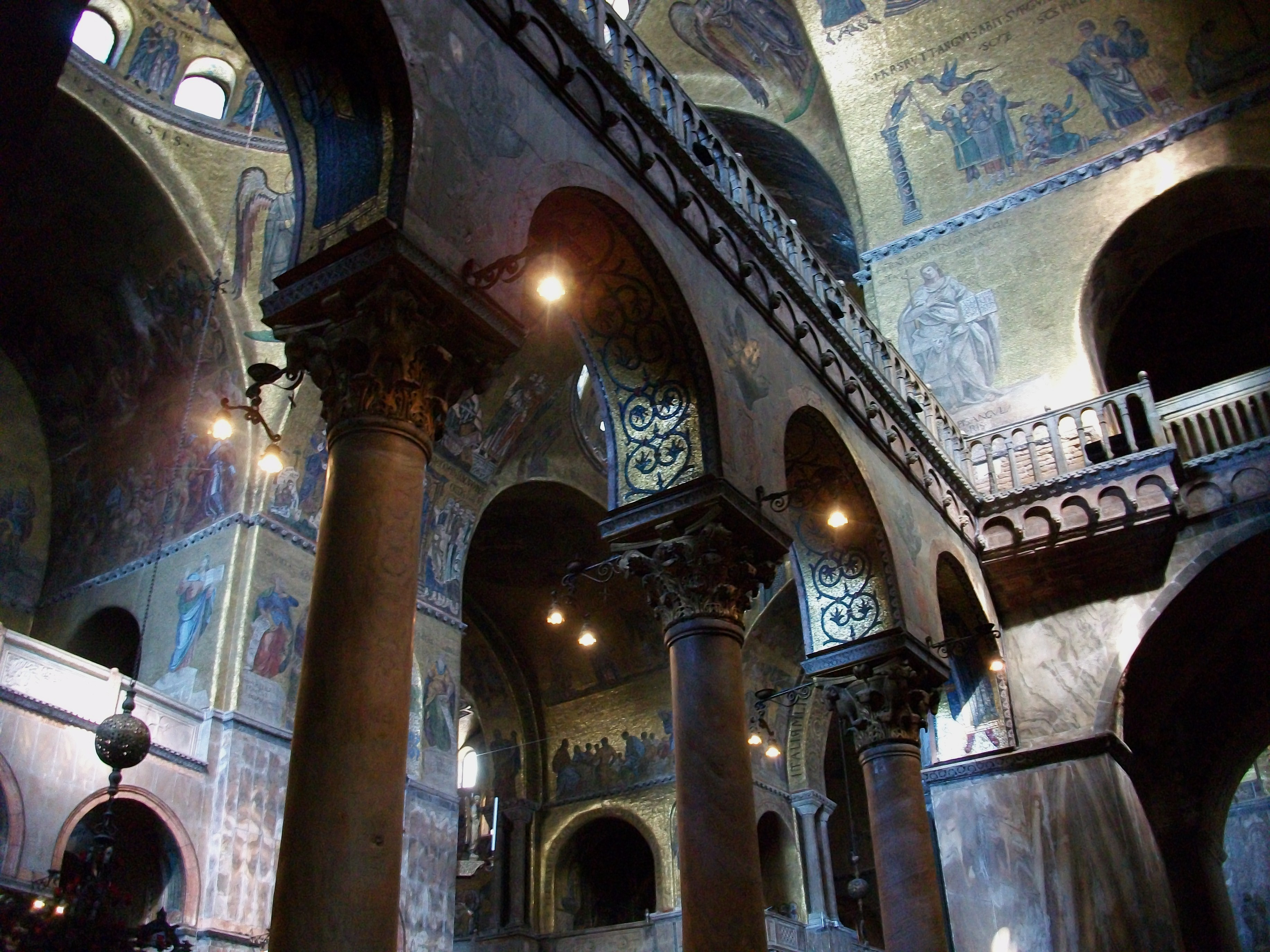
A nave lateral da cruzeta poente, mostrando a arcada que reforça a abóbada e os passadiços sobrepostos que foram criados com a supressão das galerias

Além das dezesseis janelas em cada uma das cinco cúpulas, a igreja era originalmente iluminada por três ou sete janelas na abside e provavelmente oito em cada uma das lunetas. Mas muitas dessas janelas foram posteriormente emparedadas para criar mais espaço de superfície para a decoração em mosaico, com o resultado de que o interior recebia luz solar insuficiente, principalmente as áreas sob as galerias que permaneciam em relativa escuridão. As galerias foram consequentemente reduzidas a passagens estreitas, com exceção das extremidades das travessas norte, sul e oeste, onde permanecem. Estas passarelas mantêm os painéis relevados originais das galerias do lado voltado para o corpo central da igreja. No lado oposto, novas balaustradas foram erguidas.
O nártex da igreja de Contarini foi originalmente limitado ao lado oeste. Como outras igrejas bizantinas, estendia-se lateralmente para além da fachada em ambos os lados e terminava em nichos, dos quais resta o norte. O terminal sul foi separado por uma parede no início do século XII, criando assim um hall de entrada que se abria na fachada sul em direção ao Palácio Ducal e à orla. No início do século XIII, o nártex foi estendido ao longo dos lados norte e sul para cercar completamente a cruzeta ocidental.
Além disso, na primeira metade do século XIII, as cúpulas originais de tijolos baixas, típicas das igrejas bizantinas, foram encimadas por conchas externas mais altas que sustentavam lanternas bulbosas com cruzes. Essas molduras de madeira cobertas com chumbo forneceram mais proteção contra intempéries para as cúpulas reais abaixo e deram maior destaque visual à igreja. Vários modelos do Oriente Próximo foram sugeridos como fontes de inspiração e técnicas de construção para as cúpulas elevadas, incluindo as mesquitas Al-Aqsa e Qubbat aṣ-Ṣakhra em Jerusalém e a estrutura cônica erguida sobre a cúpula da Igreja do Santo Sepulcro no início do século XIII.

## O edifício atual

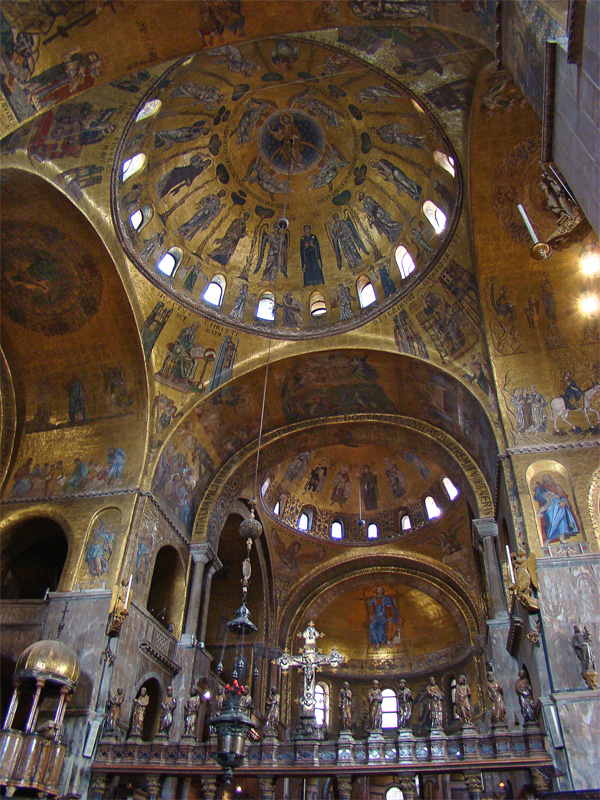
Detalhe do interior com seus mosaicos

A igreja apresenta uma planta em cruz grega, baseada nos exemplos de Basílica de Santa Sofia e da Basílica dos Apóstolos, ambas em Constantinopla. Possui um coro elevado acima de uma cripta. A planta do interior consiste em três naves longitudinais e três transversais. Um baldaquino cobre o altar principal, com colunas decoradas com relevos do século XI. O retábulo é a famosa Pala d´Oro — um trabalho em metal bizantino de 1105. Atrás do altar principal há um segundo altar com colunas de alabastro. Os cercados do coro, acima dos quais há três relevos de Sansovino, apresentam obra de marchetaria de Fra Sebastiano Schiavone. Os dois púlpitos de mármore da nave são decorados com estatuetas dos irmãos Massegne (1394).
A basílica foi consagrada em 1094, no mesmo ano em que o corpo de São Marcos foi supostamente reencontrado num pilar pelo Doge Vitale Falier. A cripta passou então a abrigar as relíquias até 1811. O edifício também possui uma torre baixa, que alguns pensam ter integrado o Palácio dos Doges original.
Em 2022, foram instaladas barreiras de vidro na Praça de São Marcos para impedir a água do mar de inundar basílica durante as Acqua alta. O objetivo é manter as pedras (já corroídas por outras cheias) e os mosaicos da Basílica a salvo da água salgada. As barreiras são feitas de vidro montado sobre uma base de betão armado que é enterrada sob o pavimento da praça.

## Administração
Sob a República Veneziana, a Basílica de São Marcos era a capela privada do Doge. O primicerius, responsável pelas funções religiosas, foi nomeado pessoalmente pelo Doge e, apesar de várias tentativas do Bispo de Olivolo/Castello (depois de 1451 Patriarca de Veneza) de reivindicar jurisdição sobre São Marcos, o primicerius permaneceu sujeito apenas ao Doge.
A partir do século IX, o Doge também nomeou um procurador operis ecclesiae Sancti Marci, responsável pela administração financeira da igreja, sua manutenção e decoração. Em meados do século XIII, havia dois procuradores encarregados da igreja, denominados de supra (Ecclesiam sancti Marci). Eleitos pelo Grande Conselho, supervisionavam a igreja in temporalibus, limitando a autoridade do Doge. Em 1442, havia três procuradores de supra que administravam a igreja e seu tesouro. Os procuradores também contratavam e pagavam o proto, responsável direto pela supervisão da construção, manutenção e restauração.
A Basílica de São Marcos deixou de ser a capela privada do Doge como resultado da queda da República de Veneza para os franceses em 1797, e o primicerius foi obrigado a prestar juramento sob o governo municipal provisório. Naquela época, começaram os planos para transferir a sede do Patriarca de Veneza da catedral de San Pietro di Castello para a de São Marcos. No entanto, nenhuma ação foi tomada antes de Veneza passar para o controle austríaco em 1798. Durante o primeiro período de domínio austríaco (1798–1805), foi sugerido alternativamente que a sede episcopal fosse transferida para a Igreja de San Salvador, mas novamente nenhuma ação foi tomada até 1807, quando, durante o segundo período de domínio francês (1805–1814), a Catedral de São Marcos tornou-se a catedral patriarcal. O novo status foi confirmado pelo imperador Francisco I da Áustria em 1816 durante o segundo período do domínio austríaco (1814–1866) e pelo papa Pio VII em 1821.